# پترسوالد-لوفلشاید
پترسوالد-لوفلشاید (به آلمانی: Peterswald-Löffelscheid) یک شهر در آلمان است که در کوخم-تسل واقع شده‌است. پترسوالد-لوفلشاید ۷۹۵ نفر جمعیت دارد.